# Knalvuurwerk

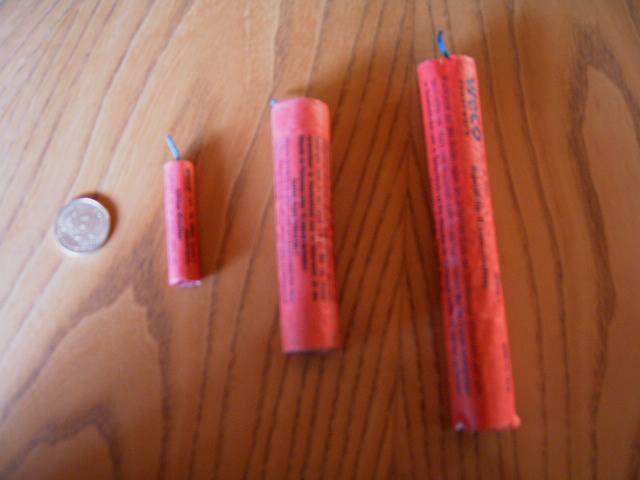
Verschillende maten knalvuurwerk

Knalvuurwerk is vuurwerk waarbij het effect uit één of meerdere knallen bestaat. Dit vuurwerk wordt vaak gebruikt op oudjaarsdag en om bijvoorbeeld vogels te verjagen. 

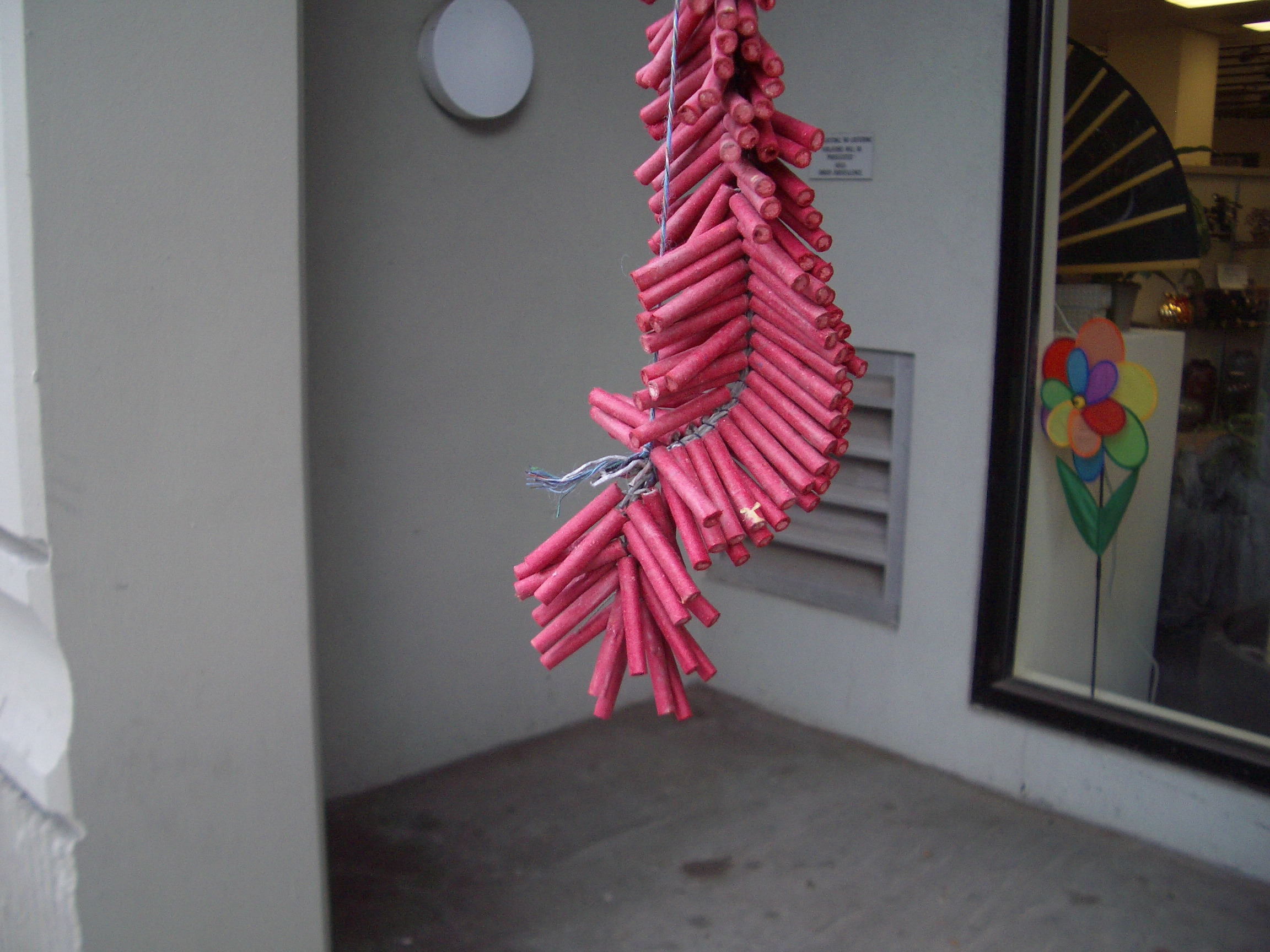
Een ratelmat

Knalvuurwerk bevat meestal buskruit of flash. Knalvuurwerk is vanaf 2020 niet toegestaan in Nederland.
De omhulling van het kruit heeft niet alleen de functie om het kruit bij elkaar te houden maar helpt ook bij het opbouwen van druk tijdens de ontbranding. Bij traag brandende mengsels is de omhulling meer van belang voor de drukopbouw die nodig is om een knal te veroorzaken. Snel brandende mengsels produceren zeer snel veel gas waardoor snel veel drukopbouw plaatsvindt en de knal.
Bijna alle vormen van vuurwerk bestaan ook in een pure knalvorm, de meeste bekende stukken knalvuurwerk zijn:
- Cake
- Chinese rol
- Gillende keukenmeid
- Lawinepijl
- Rotje
- Strijker
- Voetzoeker